# Gerhard Steinecke
Gerhard Steinecke (* 16. August 1933 in Dresden; † 23. November 2013 in Meißen) war ein deutscher Sachbuchautor und Chronist aus Meißen.

## Leben
Steinecke (geb. Ritter) verbrachte seine Kindheit in Kurort Hartha, wo er auch die Schule besuchte und das Ende des Zweiten Weltkrieges erlebte, was ihn ein Leben lang prägte.
Nach diversen Tätigkeiten studierte Gerhard Steinecke 1958–1962 Pädagogik in Leipzig und 1965–1970 Geschichte in Berlin. Eine kurze Lehrtätigkeit folgte im Anschluss. Von 1974 bis 1977 war er als Museumsdirektor in Liebstadt auf Schloss Kuckuckstein tätig, von 1977 bis 1984 im Museum Nossen. Nach politischer Aburteilung 1984 war er von 1985 bis 1990 Hilfsarbeiter. Seit der politischen Wende ist er als Ortschronist der Stadt Meißen und verstärkt publizistisch (Meißner Tageblatt) tätig. Das von ihm initiierte Projekt für Stolpersteine in Meißen wurde im September 2012 vom Stadtrat beschlossen, aber erst nach seinem Tod umgesetzt. Denn er starb am 23. November 2013 in Meißen.
Steinecke brachte verschiedene Sachbücher heraus, die insbesondere die Nachkriegszeit und die Geschichte der Stadt Meißen zum Inhalt haben.

## Werke
- Coswig, Sa.: aus Geschichte und Gegenwart. 2., verb. Auflage. Karras-Verlag, Coswig 1993.
- Meißen, so wie es war. Droste Verlag, Düsseldorf 1994, ISBN 3-7700-1023-X.
- Juden in Meißen: Die Meißner Juden im Mittelalter. Die Meißner Juden im 19./20. Jahrhundert. Teil II. Verlag Nossen, 2000.
- Unser Meißen 1929–2004. Verlag Meißner Tageblatt Polo Palmen, Meißen 2004, ISBN 3-929705-09-5.
- Drei Tage im April. Kriegsende in Leipzig. Lehmstedt Verlag, Leipzig 2005, ISBN 3-937146-19-9.
- Mitgestalter der Stadtgeschichte: Willy Anker – Verbunden mit der neuen Macht? In: Meißner Tageblatt. 15. Juni 2006.
- Der letzte "Abwehrerfolg" – Das Ende der Ostfront am Tharandter Wald. autobiografisches Manuskript vom 12. Mai 2012.
- Willy Anker. Ein Leben im Widerstreit. Biographie, Rosa-Luxemburg-Stiftung Sachsen, 2013, 128 Seiten.